# Форсберг, Фред
Фредерик Карл Форсберг (англ. Frederick Carl Forsberg; 4 июля 1944, Такома, Вашингтон — 26 января 2021, Саммамиш, там же) — профессиональный американский футболист, лайнбекер. Выступал в НФЛ с 1968 по 1974 год, также играл за клубы Канадской и Континентальной лиг. На студенческом уровне выступал за команду Вашингтонского университета.

## Биография
Фредерик Форсберг родился 4 июля 1944 года в Такоме в штате Вашингтон. Там же он окончил старшую школу имени Вудро Вильсона, после чего поступил в Вашингтонский университет. В составе его футбольной команды играл на позиции тэкла защиты с 1962 по 1965 год. Принимал участие в Роуз Боуле 1963 года, сыграл в трёх студенческих матчах звёзд. По ходу карьеры заработал репутацию очень жёсткого игрока.
Профессиональную карьеру Форсберг начал в клубе Канадской лиги «Калгари Стампидерс», ещё один сезон провёл в Континентальной футбольной лиге в команде «Виктория Стилерз». Затем в течение пяти лет играл в составе «Денвер Бронкос», где переквалифицировался в лайнбекера. Последние годы карьеры провёл в «Баффало» и «Сан-Диего». Был одним из самых жёстких и агрессивных игроков НФЛ. В 1968 году после столкновения с ним игрок «Цинциннати Бенгалс» Монк Уильямс получил переломы ключицы и ноги и больше в лиге не играл. Сам Форсберг также завершил карьеру из-за травмы, получив разрыв связок колена.
После окончания футбольной карьеры он работал продавцом химикатов и промышленных смазочных материалов. Жил в штате Вашингтон. Скончался Фред Форсберг 26 января 2021 года в возрасте 76 лет.